# Canyó del Sil

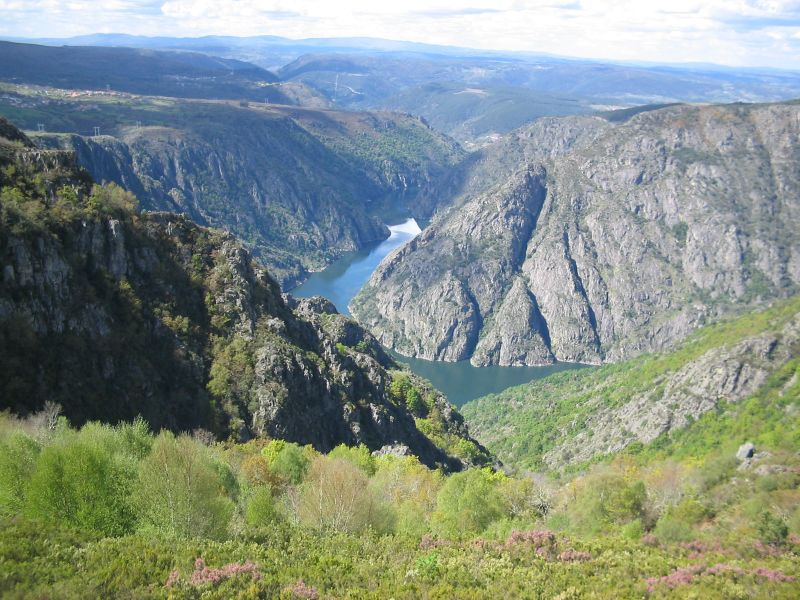
Vista del Canyó del Sil des de Parada de Sil.

El Canyó del Sil (en gallec Canón do Sil) és una gola excavada pel riu Sil, a Galícia, prop de la unió d'aquest amb el riu Miño, a la zona de la Ribeira Sacra. Aquesta àrea natural inclou els municipis de Nogueira de Ramuín, Pantón, Parada de Sil i Sober, amb una superfície de 5.914 hectàrees.
El canyó, que està catalogat com a lloc d'importància comunitària, es pot recórrer en catamarà, des del qual es poden apreciar espectaculars reflexos del paisatge a l'aigua i també els seus desnivells, de més de 500 metres en alguns punts, i amb pendents de més de 50 graus, de vegades quasi verticals. A la zona hi ha nombrosos miradors amb vistes al riu degudes a aquests desnivells.
En les parets que formen els canyons trobem vinyes de la D.O. Ribeira Sacra que arriben fins a l'aigua.
Està tallat per diversos embassaments, que abasteixen d'aigua i electricitat a bona part de la població gallega i dels voltants.